# ویت‌بی
ویت‌بی (به انگلیسی: Waitby) یک روستا و محله مدنی در بریتانیا است که در منطقه ادن واقع شده‌است. ویت‌بی ۶۰ نفر جمعیت دارد.